# Идель (Башкортостан)
Идель (баш. Иҙел) — деревня в Белорецком районе Республики Башкортостан России. 
Входит в состав Серменевского сельсовета. 
Основана в 2011 году согласно Закону «Об образовании нового населённого пункта в Белорецком районе Башкортостана», принятым Государственным Собранием Республики 21 апреля 2011 года. Повышение уровня рождаемости стало одной из основных причин основания деревни Идель.

## География
Находится как выселок Серменева в 1 км к югу от него, на левом берегу Белой, вдоль региональной автомобильной дороги межмуниципального значения 80Н-043 Серменево — Амангильдино — Баймак. 
Деревня спроектирована на том месте, где по преданиям жили несколько родов, переселившиеся со временем в Среднее Серменево.

### Географическое положение
Расстояние до:
- районного центра (Белорецк): 29 км,
- центра сельсовета (Серменево): 1 км,
- ближайшей ж.-д. станции: (Серменево)  5 км.

## Топоним
Идель — вариант названия реки Белой, широко употребляемый в разговорной речи местных жителей и в башкирском фольклоре; он отражает наиболее характерные признаки данной местности.

## История
В 2006 году прошли публичные слушания по решению проблемы расселения Серменева, где не осталось свободных участков для жилищного строительства, а список нуждающихся молодых семей ежегодно увеличивался и достиг 62-х. 
В июне 2010 года был созван сход населения, где предложено было два варианта решения проблемы. В качестве первого рассматривался участок площадью в тридцать гектаров, расположенный на перекрёстке при въезде в село со стороны Белорецка. Второй вариант — участок площадью в 127 гектаров. Он не граничит с Серменеымо, его перевели в категорию земель населённых пунктов. В первом земельном участке сложности с автодорогами республиканского значения, для которых резервируется половина площади для санитарных зон, не пригодных под строительство жилья. Поэтому был выбран второй вариант.
Глава Серменевского сельского поселения Аитбай Аюпов вышел с инициативой обосновать новый населённый пункт.
Как сообщил парламентариям председатель совета депутатов Белорецкого района Евгений Карепанов, Серменевский сельсовет — одна из наиболее динамично развивающихся территорий муниципального района. Разработанный генплан деревни предусматривал строительство 472 новых жилых домов, школы, детского сада, спортивно-оздоровительного и торгово-бытового комплексов. По подсчётам Карепанова, деревня будет полностью построена через 20=30 лет.
В 2010 году было предоставлено 35 земельных участков на территории будущей деревни..